# William Thompson (philosophe)
Pour les articles homonymes, voir Thompson et William Thompson.
William Thompson, né en 1775 à Cork dans le Royaume d'Irlande et mort le 28 mars 1833 à Rosscarbery dans le Comté de Cork, Royaume-Uni de Grande-Bretagne et d'Irlande, est un écrivain politique et philosophe.

## Biographie
William Thompson est issu d’une famille protestante d’origine anglaise installée en Irlande à la fin du XVIIe siècle. Son père, John Thompson, riche marchand et propriétaire terrien, devient maire de la ville de Cork en 1794. À la mort de son père en 1814, il hérite de ses terres à Glandore, de sa flotte commerciale. Il appartient aussi à quelques sociétés savantes. Il fréquente Jeremy Bentham et Robert Owen et s'inspire de leurs idées comme réformateur social irlandais. Il  publie en 1824 l'Enquête sur les principes de la distribution des richesses (Inquiry Into the Principles of the Distribution of Wealth). Il défend la cause des femmes, notamment en demandant la même éducation pour les filles et pour les garçons aux garçons  dans l’Appel à la moitié de l’humanité, les femmes, contre les prétentions de l’autre moitié, les hommes, à les maintenir dans un esclavage politique, civique et domestique publié en 1825. Il dédicace le livre à Anna Doyle Wheeler auquel elle a collaboré. 
Passant de l'utilitarisme à une critique précoce de l'exploitation capitaliste, ses idées influencent les mouvements coopératifs, syndicalistes et chartistes ainsi que Karl Marx. Né dans l'ascendance protestante anglo-irlandaise des riches propriétaires terriens et des marchands de Cork, son vœu de léguer sa succession au mouvement coopératif après sa mort déclenche la plus longue affaire juridique de l'histoire irlandaise comme d'autres parents se battent pour voir ses dernières volontés annulées. D'après E.T. Craig, cette décision de léguer son domaine au mouvement coopératif a été prise après une visite à la Commune pionnière de Ralahine (en). 

## Œuvres
- 1824: An Inquiry into the Principles of the Distribution of Wealth Most Conducive to Human Happiness; applied to the Newly Proposed System of Voluntary Equality of Wealth, Longman, Hurst Rees, Orme, Brown & Green : London.
- 1825 : Appeal of One Half the Human Race, Women, Against the Pretensions of the Other Half, Men, to Retain Them in Political, and thence in Civil and Domestic Slavery, Longman, Hurst Rees, Orme, Brown & Green : London, 1825.
- 1827 : Labor Rewarded. The Claims of Labor and Capital Conciliated: or, How to Secure to Labor the Whole Products of Its Exertions, Hunt and Clarke : London, 1827.
- 1830 : Practical Directions for the Speedy and Economical Establishment of Communities on the Principles of Mutual Co-operation, United Possessions and Equality of Exertions and the Means of Enjoyments, Strange and E. Wilson : London, 1830.